# کنبانکپرت (مین)
کنبانکپرت(به انگلیسی: Kennebunkport) شهری در ایالت مین کشور ایالات متحده آمریکا است که جمعیت آن در سرشماری سال ۲۰۱۰ میلادی، ۱٬۲۳۸ نفر بوده‌است.